# Rosaryville
Rosaryville es un lugar designado por el censo ubicado en el condado de Prince George en el estado estadounidense de Maryland. En el Censo de 2010 tenía una población de 10.697 habitantes y una densidad poblacional de 448,93 personas por km².

## Geografía
Rosaryville se encuentra ubicado en las coordenadas 38°46′4″N 76°49′41″O / 38.76778, -76.82806. Según la Oficina del Censo de los Estados Unidos, Rosaryville tiene una superficie total de 23.83 km², de la cual 23.78 km² corresponden a tierra firme y (0.18%) 0.04 km² es agua.

## Demografía
Según el censo de 2010, había 10.697 personas residiendo en Rosaryville. La densidad de población era de 448,93 hab./km². De los 10.697 habitantes, Rosaryville estaba compuesto por el 12.24% blancos, el 81.85% eran afroamericanos, el 0.39% eran amerindios, el 1.58% eran asiáticos, el 0.07% eran isleños del Pacífico, el 0.99% eran de otras razas y el 2.87% pertenecían a dos o más razas. Del total de la población el 2.98% eran hispanos o latinos de cualquier raza.